# 格里特尼 (佛羅里達州)
格里特尼（英語：Gritney）是位於美國佛羅里達州霍爾姆斯縣的一個非建制地區。該地的面積和人口皆未知。

## 地理
格里特尼的座標為30°50′18″N 85°49′49″W / 30.83833°N 85.83028°W，而該地的平均海拔高度為22米（即72英尺）。